# 冀阳郡
冀阳郡，中国古代的郡。
西晋末年慕容廆置，治所不详。约在今辽宁省凌源市附近。十六国前燕治平刚县（今凌源市西南）。北魏太平真君八年（447年）废入昌黎郡。 